# Нордхук
Нордхук — приморский город в Западно-Капской провинции Южно-Африканской Республики.

## Топоним
Название «Нордхук» происходит из голландского языка и буквально означает «северный угол». Это название он получил в 1743 году будучи северным углом фермы Слангкоп.

## География
Расположен ниже пика Чепмена на западном побережье Капского полуострова примерно в 35 км к югу от Кейптауна.
Преобладают сильные ветра, море холодное и бурное.

## История
Первым постоянным жителем европейского происхождения был Жако Малан, построивший здесь дом. В 1857 году территория была поделена на шесть участков, большинство из которых были куплены одной семьей — де Вилье. Тем не менее Нордхук остается преимущественно сельским районом, где фермеры выращивают овощи для снабжения судов, заходящих в Саймонс-Таун. Он наиболее известен своей береговой линией и длинным широким песчаным пляжем, который простирается на юг до соседней деревни Комметье. У южной оконечности пляжа находятся обломки парохода «Какапо», который сел на мель в 1900 году вследствие того, что капитан принял пик Чепмена за мыс Доброй Надежды и переложил руль влево.

## Инфраструктура
Нордхук — небольшой посёлок с рассредоточенными домами, часто с видом на море, также здесь имеется большая популяция лошадей, поскольку распространено катание на лошадях по длинному песчаному пляжу; простирающийся на 6 км пляж с мелким белым песком на фоне пика Чепмена (592 метра) и Национальный парк «Столовая гора». Городок состоит из конюшен и россыпи вилл в широкой травянистой долине с дубами. В центре этой долины находится деревня фермы Нордхук с магазинами сувениров, детской площадкой, кафе, пабом и рестораном.

## Транспорт
До Нордхука можно добраться либо по живописной прибрежной дороге Chapman’s Peak Drive, ведущей из Хаут-Бея, либо по горной дороге Ou Kaapse Weg, которая проходит через природный заповедник Сильвермайн, который сейчас является частью национального парка «Столовая гора».

### Дороги
До Нордхука можно добраться по двум городским автомагистралям в пределах городского округа Большой Кейптаун: M6 и M65.
M6 связывает Нордхук с Хаут-Бей (Hout Bay) и Кейптауном на севере в качестве «Главной автодороги Нордхука» (Noordhoek Main Road) и с Саймонстауном на юго-востоке в качестве «Скоростной автомагистрали Гленкэрн» (Glencairn Expressway), а M64, более известная как «Ou Kaapse Weg», связывает Нордхук с Уэстлейком и Кейптауном (через автостраду M3) через горы Стинберг.

## Галерея

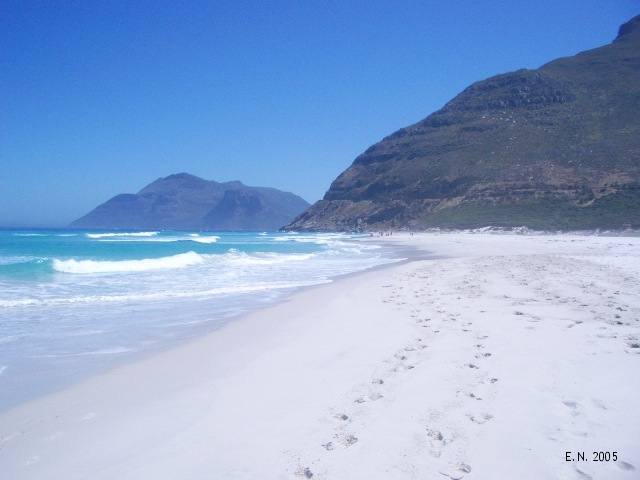
Вид пляжа на север. Справа в конце пляжа высятся склоны пика Чепмена. Вдали виден пик Карбонкелберг, западнее Хоут-Бея
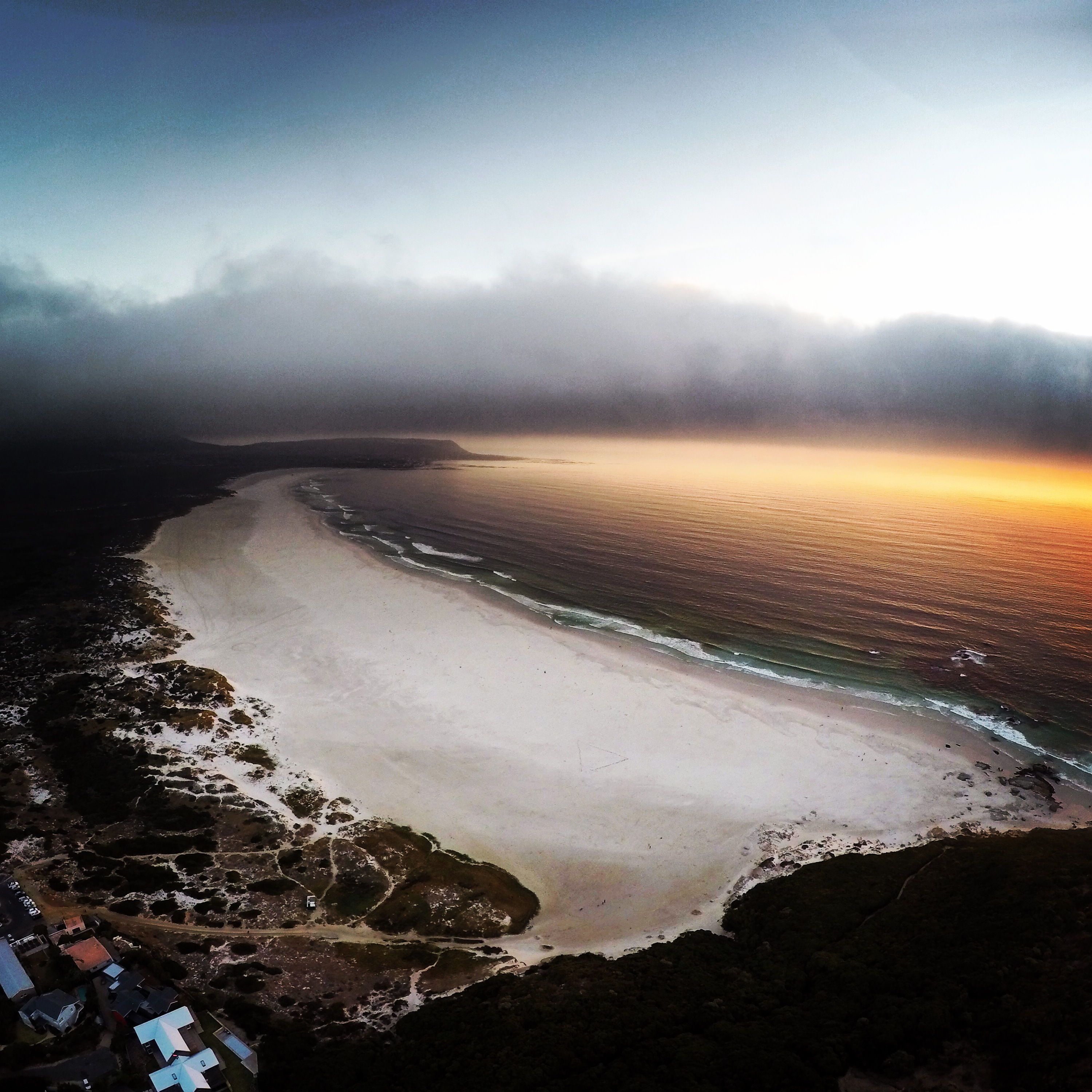
Вечерний полёт над пляжем Нордхука, вдали виден Комметье.